# Одностороннее движение

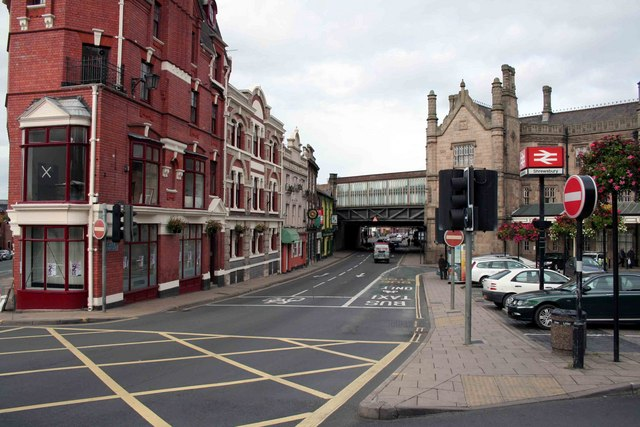
Одностороннее движение

Одностороннее движение — метод регулирования дорожного движения, путём использования всей ширины проезжей части улицы или дороги, при движении транспортных средств только в одном направлении.
Используется как мероприятие по разгрузке дорог и повышению безопасности движения.
По двум параллельным улицам организуют одностороннее движение в разные стороны. Эта мера помогает в старых районах с узкими улицами. Иногда движение в одну сторону организуется по магистральной улице, а в другую — по параллельной неосновной улице.
Впервые односторонное движение было введено 23 августа 1617 в Лондоне.
Не всякая дорога, по которой организовано одностороннее движение, является дорогой с односторонним движением в том понимании, что указано в Правилах дорожного движения.

## Примеры дорожных знаков

5.5, Дорога с односторонним движением
3.1, Въезд запрещён (устанавливается с противоположного конца)
5.6, Конец дороги с односторонним движением
5.7.1, Выезд на дорогу с односторонним движением
5.7.2, Выезд на дорогу с односторонним движением
Выезд на дорогу с односторонним движением (Германия)
Выезд на дорогу с односторонним движением (Германия)